# Movimiento de Resistencia Aria
Movimiento de Resistencia Aria (Galicia) (Gallego: Movimento da Resistência Ariana (Gallaecia)) fue un movimiento nacional-revolucionario y nacional-socialista que existió en Galicia, España. Este movimiento era nacionalista gallego y existió entre el año 2001 originalmente como un sitio web hasta inicios de la primera década del milenio.

## Historia

### Antecedentes
El movimiento partió como sitio web neonazi llamado "resistenciaria.org" el cual distribuía información referente a la ideología nazi, propaganda y negacionismo del holocausto. Según relata el ex-neonazi David Saavedra en su libro Libro Memorias de un exnazi, en la cual relata que su creación se debió al foro "#Galicia_NS", en donde se habla de temas neonazis del lugar homónimo, dentro de este foro un usuario con el apodo de "BREOGAN88" que era dueño de una librería neonazi en la zona propuso crear una web para difundir material de esa connotación en español que en ese tiempo estaba monopolizado por "Nuevorden.net", por lo que ambos junto con Antonio Salas (Alias: "Tiger88") y otros fundaron el sitio web que actualizaban diariamente.
El sitio web empezó a funcionar el verano del 2001 junto con una serie de pintadas en la capital gallega anuciando la aparición de esta nueva web. Este sitio llegó a ser rápidamente popular por la cantidad de contenido publicado y por hospedar varios sitios web también como CEDADE Galiza, Orgullo Blanco o Hermandad Aria, llegando con esto a obtener 25.000 visitas en poco tiempo. Posteriormente en el año 2002 se intentaría crear una plataforma para unificar a las bandas de música RAC bajo una ONG que cobrara subvenciones de la comunidad autónoma, junto con un intento de crear una librería, pero ambos intentos fallaron
La web neonazi atacaba los ideales de la hispanidad y de la democracia, junto con los de la cristiandad abrazando el paganismo cercano a Miguel Serrano Fernández. El grupo también rechazaba el franquismo y el sitio web mantenía material racista en la web. Con el paso de los años llegó a convertirse en un tienda en línea.
El sitio web fue cerrado el 2006 por el arresto de uno de los implicados en ella, César Fernández, que fue condenado a dos años de cárcel y una multa de 1.440 euros por los delitos de negacionismo del Holocausto y apologia del genocidio. Su arresto se debió a otra investigación en la que el denucio haber sido objeto de agresión por sus comentarios dados en línea.

### Movimento da Resistência Ariana
El grupo fue fundado en el 2006 luego del cierre del sitio web por Xosé Carlos Ríos Camacho, un profesor de instituto gallego al que sus propios alumnos denunciaron porque durante sus clases hacía apología de Adolf Hitler y Osama bin Laden, y director de Handschar, una de las revistas islámicas editadas en España por exmiembros de CEDADE y de otros grupos nazis de proyección internacional.
El grupo el 24 de marzo de 2012 atacó la sede Izquierda Unida-Esquerda Unidad en Villagarcía de Arosa, llenandola de pintadas, que fueron denominadas por el partido como amenazas que denuciaron a la Guardia Civil. Sus últimas actividades se desarrollaron en reuniones culturales en las que estaban presentes fotos de Adolf Hitler, Eduardo Pondal y Vicente Risco. Los miembros del movimiento se movería a Identidade Galega junto con exmiembros de Bases Autónomas y Movimiento Social Republicano.